# Nagy királyi hitves
A nagy királyi hitves (ḥm.t-nsw-wr.t) az egyiptomi fáraó főfeleségének a címe az újbirodalom idejétől kezdve. A cím legkorábbinak tűnő viselője egy középbirodalmi királyné, III. Szenuszert felesége, Meretszeger, aki egyben az első királyné volt, és aki kártusba írta a nevét; mivel azonban korabeli források nem említik, csak újbirodalmiak, kétséges, hogy életében is így írta a nevét. Egy másik lehetséges legkorábbi viselő, Nubhotepti talán a XIII. dinasztiabeli Hór fáraó felesége volt, de lehet, hogy egy későbbi uralkodóé; így az első, akiről bizonyosan tudni, hogy életében viselte a címet, a szintén XIII. dinasztiabeli Nubhaesz volt.
A nagy királyi hitves gyakran a fáraó édestestvére vagy féltestvére volt, de sokszor az uralkodó más családtagjai is megkapták ezt a címet. Ha egy fáraó nem a főfeleség gyermeke volt, gyakran ráruházta anyjára a nagy királyi hitves címet, akkor is, ha férje életében nem viselte (egy példa III. Amenhotep anyja, Mutemwia), vagy akár az anyakirályné halála után is (erre példa III. Thotmesz anyja, Iszet). III. Amenhoteptől kezdve időnként a fáraó lányai is megkapták ezt a címet; nem tisztázott, ez esetben tényleges házasságról volt-e szó.

## Nagy királyi hitvesek

### Középbirodalom
| Dinasztia      | Név         | Férje           | Megjegyzések                                                                         |
| -------------- | ----------- | --------------- | ------------------------------------------------------------------------------------ |
| XII. dinasztia | Meretszeger | III. Szenuszert | csak újbirodalmi forrásból ismert; nem bizonyított, hogy életében is viselte a címet |

### Második átmeneti kor
| Dinasztia       | Név        | Férje                                      | Megjegyzések                                                                                               |
| --------------- | ---------- | ------------------------------------------ | --- |
| XIII. dinasztia | Nubhotepti | Hór                                        | |
| XIII. dinasztia | Aasit      |                                            | csak egy pecsétről ismert; helye a kronológiában bizonytalan                                               |
| XIII. dinasztia | Nehit      |                                            | csak két pecsétről ismert; helye a kronológiában bizonytalan, XIII. dinasztia második fele                 |
| XIII. dinasztia | Szatszobek |                                            | csak egy szkarabeuszról ismert; helye a kronológiában bizonytalan                                          |
| XIII. dinasztia | Nubhaesz   | V. Szobekhotep, VI. Szobekhotep vagy Ibiau | |
| XIII. dinasztia | Ineni      | Ay                                         | |
| XVI. dinasztia  | Montuhotep | Dzsehuti                                   | |
| XVI. dinasztia  | Szitmut    | V. Montuhotep vagy VI. Montuhotep          | Fia, Herunofer koporsóján maradt fenn a neve. Férje egy Montuhotep nevű király volt, de nem tudni, melyik. |
| XVII. dinasztia | Nubhaesz   | I. Szobekemszaf                            | |
| XVII. dinasztia | Nubemhat   | II. Szobekemszaf                           | |
| XVII. dinasztia | Tetiseri   | Szenahtenré Jahmesz                        | Szekenenré anyja                                                                                           |
| XVII. dinasztia | Ahhotep    | Szekenenré Ta-aa                           | I. Jahmesz és Ahmesz-Nofertari anyja                                                                       |

### Újbirodalom
| Dinasztia          | Név                | Férje            | Megjegyzések                                                                                                |
| ------------------ | ------------------ | ---------------- | --- |
| XVIII. dinasztia   | Ahmesz-Nofertari   | I. Jahmesz       | I. Amenhotep és Ahmesz-Meritamon anyja                                                                      |
| XVIII. dinasztia   | Szitkamosze        | I. Jahmesz (?)   | |
| XVIII. dinasztia   | Ahmesz-Meritamon   | I. Amenhotep     | |
| XVIII. dinasztia   | Ahmesz             | I. Thotmesz      | Hatsepszut anyja                                                                                            |
| XVIII. dinasztia   | Hatsepszut         | II. Thotmesz     | Később fáraó                                                                                                |
| XVIII. dinasztia   | Iszet              | II. Thotmesz     | Halála után kapta a címet fiától, III. Thotmesztől                                                          |
| XVIII. dinasztia   | Nofruré (?)        | III. Thotmesz    | Nem teljesen biztos, hogy valaha is összeházasodtak                                                         |
| XVIII. dinasztia   | Szatiah            | III. Thotmesz    | |
| XVIII. dinasztia   | Meritré-Hatsepszut | III. Thotmesz    | II. Amenhotep anyja                                                                                         |
| XVIII. dinasztia   | Tiaa               | II. Amenhotep    | Férje halála után fiától, IV. Thotmesztől kapta a címet; II. Amenhotep életében csak anyja, Meritré viselte |
| XVIII. dinasztia   | Nofertari          | IV. Thotmesz     | |
| XVIII. dinasztia   | Iaret              | IV. Thotmesz     | |
| XVIII. dinasztia   | Mutemwia           | IV. Thotmesz     | Férje halála után fiától, III. Amenhoteptől kapta a címet                                                   |
| XVIII. dinasztia   | Tije               | III. Amenhotep   | Ehnaton anyja                                                                                               |
| XVIII. dinasztia   | Szitamon           | III. Amenhotep   | III. Amenhotep és Tije lánya                                                                                |
| XVIII. dinasztia   | Iszet              | III. Amenhotep   | III. Amenhotep és Tije lánya                                                                                |
| XVIII. dinasztia   | Nebetnehat         | ?                | A XVIII. dinasztia közepe felé élt; férjét nem sikerült azonosítani                                         |
| XVIII. dinasztia   | Nofertiti          | Ehnaton          | |
| XVIII. dinasztia   | Meritaton          | Szemenhkaré      | Ehnaton és Nofertiti lánya                                                                                  |
| XVIII. dinasztia   | Anheszenamon       | Tutanhamon       | Ehnaton és Nofertiti lánya                                                                                  |
| XVIII. dinasztia   | Teje               | Ay               | |
| XVIII. dinasztia   | Mutnedzsmet        | Horemheb         | |
| XIX. dinasztia     | Szitré             | I. Ramszesz      | I. Széthi anyja                                                                                             |
| XIX. dinasztia     | Tuja               | I. Széthi        | II. Ramszesz anyja                                                                                          |
| XIX. dinasztia     | Nofertari          | II. Ramszesz     | |
| XIX. dinasztia     | Iszetnofret        | II. Ramszesz     | Merenptah anyja                                                                                             |
| XIX. dinasztia     | Bintanath          | II. Ramszesz     | II. Ramszesz és Iszetnofret lánya                                                                           |
| XIX. dinasztia     | Meritamon          | II. Ramszesz     | II. Ramszesz és Nofertari lánya                                                                             |
| XIX. dinasztia     | Nebettaui          | II. Ramszesz     | II. Ramszesz lánya                                                                                          |
| XIX. dinasztia     | Henutmiré          | II. Ramszesz     | II. Ramszesz húga vagy lánya                                                                                |
| XIX. dinasztia     | Maathórnofruré     | II. Ramszesz     | Hettita hercegnő                                                                                            |
| XIX. dinasztia (?) | Anuketemheb        | II. Ramszesz (?) | Csak egy szarkofágfedélről ismert; elhelyezése a dinasztiában bizonytalan                                   |
| XIX. dinasztia     | Iszetnofret        | Merenptah        | Ramszesz lánya vagy unokája                                                                                 |
| XIX. dinasztia     | Tauszert           | II. Széthi       | Később fáraó                                                                                                |
| XX. dinasztia      | Tije-Mereniszet    | Széthnaht        | III. Ramszesz anyja                                                                                         |
| XX. dinasztia      | Iszet Ta-Hemdzsert | III. Ramszesz    | IV. Ramszesz és VI. Ramszesz anyja                                                                          |
| XX. dinasztia      | Duatentopet        | IV. Ramszesz     | III. Ramszesz lánya, V. Ramszesz anyja                                                                      |
| XX. dinasztia      | Henutwati          | V. Ramszesz      | |
| XX. dinasztia      | Nubheszbed         | VI. Ramszesz     | VII. Ramszesz anyja                                                                                         |
| XX. dinasztia      | Baketwerel         | IX. Ramszesz     | |

### Harmadik átmeneti kor
| Dinasztia        | Név                  | Férje              | Megjegyzések                                                   |
| ---------------- | -------------------- | ------------------ | -------------------------------------------------------------- |
| XXI. dinasztia   | Nedzsmet             | Herihór            | talán I. Pinedzsem anyja                                       |
| XXI. dinasztia   | Duathathor-Henuttaui | I. Pinedzsem       | talán XI. Ramszesz lánya; Paszebahaenniut és Mutnedzsmet anyja |
| XXI. dinasztia   | Mutnedzsmet          | I. Paszebahaenniut |                                                                |
| XXIII. dinasztia | II. Karomama         | II. Takelot        | III. Oszorkon anyja                                            |
| XXV. dinasztia   | Hensza               | Piye               |                                                                |
| XXV. dinasztia   | Pekszater            | Piye               |                                                                |
| XXV. dinasztia   | Takahatenamon        | Taharka            |                                                                |
| XXV. dinasztia   | Iszetemheb           | Tanutamon          |                                                                |

### Későkor
| Dinasztia       | Név            | Férje          | Megjegyzések          |
| --------------- | -------------- | -------------- | --------------------- |
| XXVI. dinasztia | Mehitenweszhet | I. Pszammetik  | II. Nékó anyja        |
| XXVI. dinasztia | Tahuit         | II. Pszammetik | II. Uahibré anyja     |
| XXVI. dinasztia | Tentkheta      | II. Jahmesz    | III. Pszammetik anyja |